# Sceloporus licki
Sceloporus licki este o specie de șopârle din genul Sceloporus, familia Phrynosomatidae, descrisă de Van Denburgh 1895. A fost clasificată de IUCN ca specie cu risc scăzut. Conform Catalogue of Life specia Sceloporus licki nu are subspecii cunoscute.